# Hydroptila bifurcata
Hydroptila bifurcata är en nattsländeart som beskrevs av Martin E. Mosely 1930. Hydroptila bifurcata ingår i släktet Hydroptila och familjen smånattsländor. Inga underarter finns listade i Catalogue of Life.